# Bos van Wallers-Arenberg

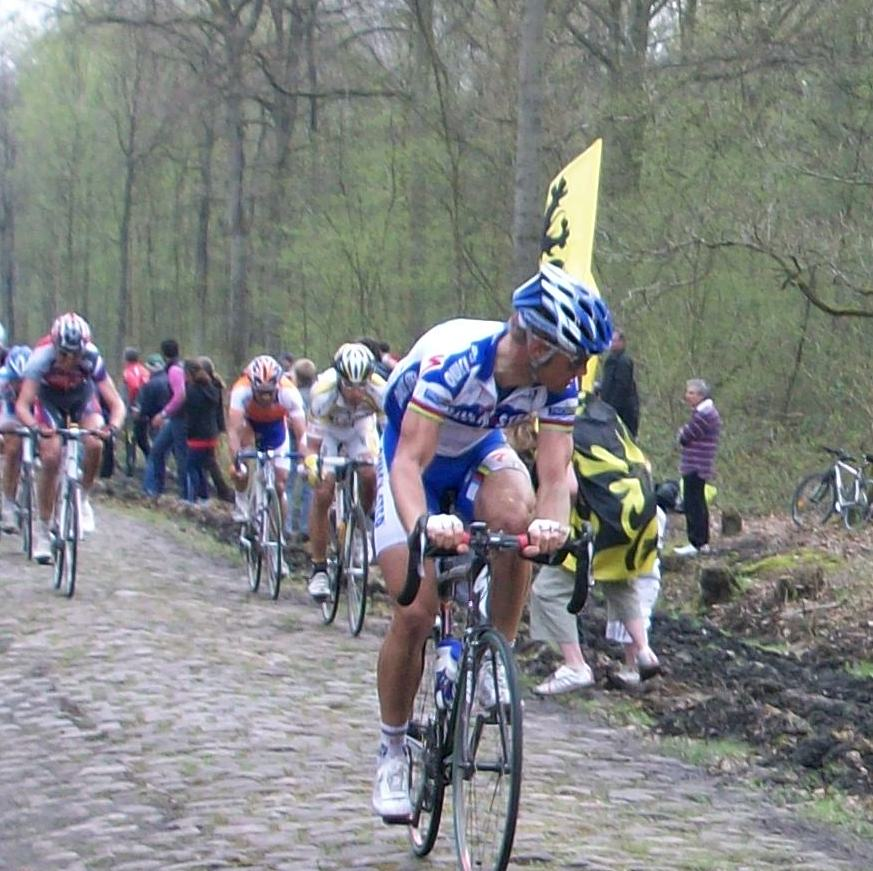
Tom Boonen in Bos van Wallers-Arenberg (2009)

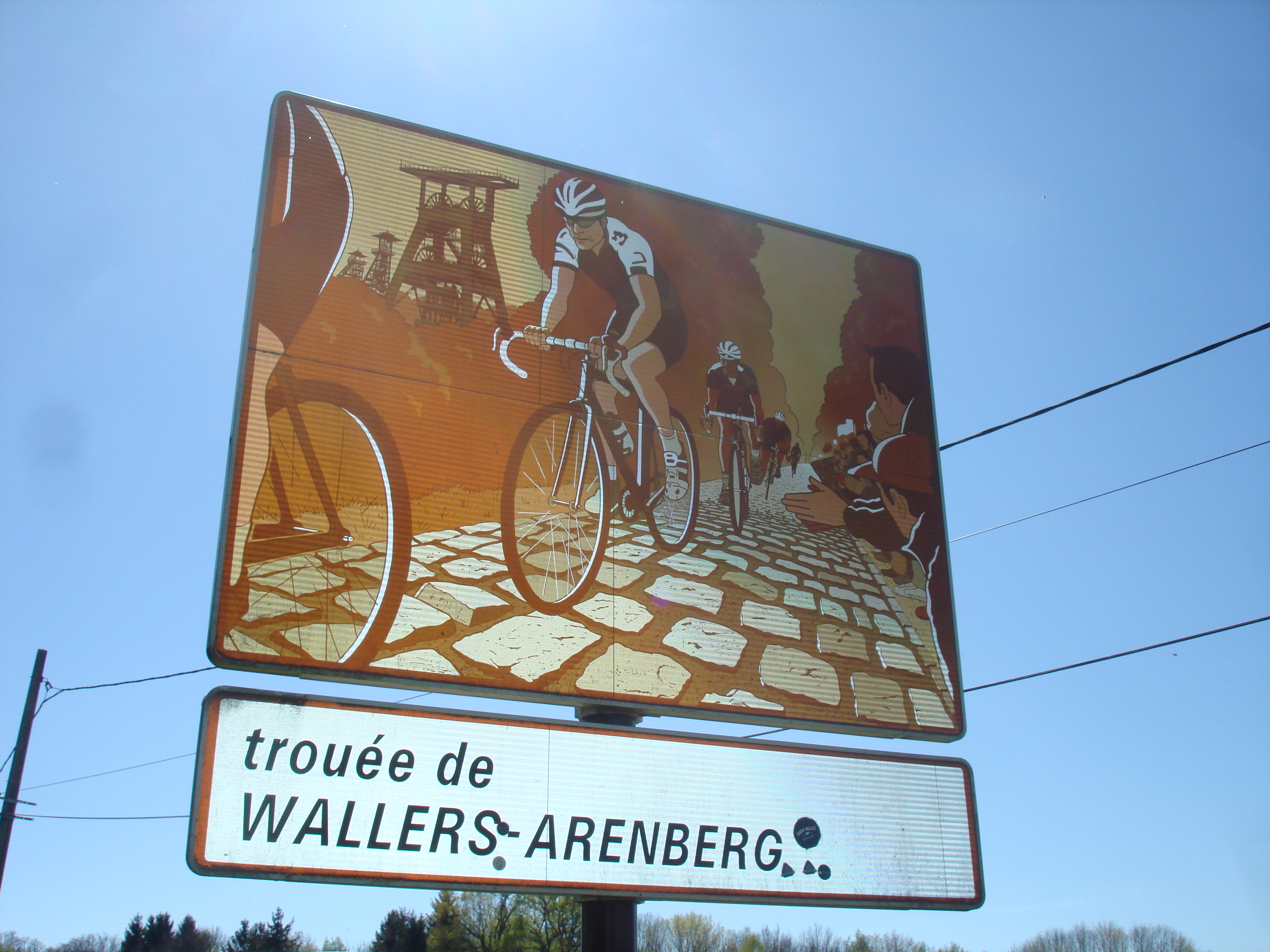

Het Bos van Wallers-Arenberg is een bos in Noord-Frankrijk. Het bos is berucht door de passage van de wielerwedstrijd Parijs-Roubaix over een kasseistrook. In 1968 beval de Franse wielrenner Jean Stablinski deze kasseistrook in de gemeente Wallers aan bij de organisatoren van Parijs-Roubaix toen die op zoek waren naar nieuwe kasseistroken. De echte naam van de kasseiweg is La Drève des Boules d'Hérin en ze is 2,4 kilometer lang. De naam van de kasseistrook in de wedstrijd is Trouée d'Arenberg.
Wallers-Arenberg heeft een verschrikkelijke reputatie in het peloton. Jaarlijks gebeuren er valpartijen, soms met desastreuze gevolgen. In 1998 viel Johan Museeuw er en brak zijn knieschijf en in 2001 brak Philippe Gaumont er zijn dijbeen.
De controverse rond het Bos van Wallers-Arenberg zorgde ervoor dat deze kasseistrook in 2005 werd geschrapt uit het parcours van Parijs-Roubaix. In 2006 heeft de organisatie van Parijs-Roubaix de strook weer opgenomen in het parcours, weliswaar in omgekeerde richting zodat de renners bergop moeten rijden in plaats van bergaf. Zodoende wordt de snelheid danig omlaag gehaald en is de strook veel minder gevaarlijk. In 2007 is de strook van het Bos van Wallers weer in de traditionele richting in het parcours opgenomen. De stenen in het bos zijn 'herlegd' om de slechtste stukken te verbeteren. Voor de editie van 2011 werd gevreesd voor valpartijen door te veel gras tussen de kasseien. In Parijs-Roubaix 2024 kozen de organisatoren voor een nieuwe aanpak van het gevaar dat de strook meebrengt en moeten de renners vlak voor de start van de sector een verkeerseiland omzeilen om de sector met verminderde snelheid binnen te rijden.
Bernard Hinault, vijfvoudig Tour-winnaar en winnaar van Parijs-Roubaix in 1981, beweerde in Het Nieuwsblad dat de strook van het Bos van Wallers niet de zwaarste strook is. Hij vond het Carrefour de l'Arbre veel zwaarder wegens de technische en hellende bochten. De kasseistrook van het Bos is mythisch, maar feitelijk niet meer dan een lange rechte strook die licht omlaag loopt. Daarnaast ligt het Carrefour veel verder in het parcours en hebben de renners tussen het Bos en het Carrefour de nodige ontberingen en kilometers onder de wielen gehad. Qua wedstrijdverloop hebben beide stroken wel gemeen dat ze over het algemeen aan de uitslag bijdragen. In het Bos van Wallers valt vaak de 'voorbeslissing' en op het Carrefour de uiteindelijke beslissing.  
27: Troisvilles à Inchy · 
26: Viesly à Quiévy · 
25: Quiévy à Saint-Python · 
24: Saint-Python · 
23: Vertain à Saint-Martin-sur-Écaillon · 
22: Capelle-sur-Écaillon à Ruesnes · 
21: Aulnoy-lez-Valenciennes - Famars · 
20: Famars à Quérénaing · 
19: Quérénaing à Maing · 
18: Maing à Monchaux-sur-Écaillon · 
17: Haveluy à Wallers · 
16: Bos van Wallers-Arenberg · 
15: Millonfosse à Bousignies · 
14: Brillon à Tilloy-lez-Marchiennes · 
14: Tilloy à Sars-et-Rosières · 
13: Beuvry-la-Forêt à Orchies · 
12: Orchies · 
11: Auchy-lez-Orchies à Bersée · 
11: Mons-en-Pévèle · 
10: Mérignies à Avelin · 
9: Pont-Thibaut à Ennevelin · 
8: Templeuve - L'Épinette · 
8: Templeuve – Moulin-de-Vertain · 
7: Cysoing à Bourghelles · 
6: Bourghelles à Wannehain · 
5: Camphin-en-Pévèle · 
4: Carrefour de l'Arbre · 
3: Gruson · 
2: Willems à Hem · 
1: Roubaix